# Kroatische Badmintonmeisterschaft 1997
Die Kroatische Badmintonmeisterschaft 1997 fanden im Februar 1997 in Zagreb statt.

## Sieger und Finalisten
| Disziplin    | Gold                             | Silber                     |
| ------------ | -------------------------------- | -------------------------- |
| Herreneinzel | Tomislav Furdin                  | Antun Horvat               |
| Dameneinzel  | Andrea Jurčić                    | Renata Horvat              |
| Herrendoppel | Tomislav Furdin Antun Horvat     | Silvio Jurčić Ivan Zoric   |
| Damendoppel  | Andrea Jurčić Snježana Milešević | Renata Horvat Irena Sobota |
| Mixed        | Silvio Jurčić Andrea Jurčić      | Damir Ilić Irena Crnic     |